# ケセラセラ
「ケセラセラ」 (Que Sera, Sera) は、ドリス・デイの1956年の楽曲である。
同年のヒッチコック監督映画『知りすぎていた男』の主題歌で、主演女優で歌手でもあるドリス・デイが歌った。
「Que Será, Será」は「なるようになる(Whatever will be, will be)」という意味のスペイン語だとされる。スペイン語起源説を否定する向きもあるが、現在のスペイン語圏では、Que Seráは一般的な会話では利用されている。別題として、「Whatever Will Be, Will Be」、「Whatever Will Be」（映画タイトルバック）、あるいは副題を併記した「Que Sera, Sera (Whatever Will Be, Will Be)」、「Whatever Will Be, Will Be (Que Sera, Sera)」（アカデミー歌曲賞受賞時）「The Man Who Knew Too Much:Que sera sera」（e-onkyo ハイレゾ配信）も使われる。
2004年にはアメリカ映画主題歌ベスト100に選出された。
日本でも文化放送『ユア・ヒット・パレード』で1956年度の年間4位を記録し、また歌詞を日本語訳され、雪村いづみ、ペギー葉山らの競作によってヒットした。

## 原曲の使用
- 『知りすぎていた男』（1956年）主題歌。
- The Doris Day Show（1968年 - 1973年）OP主題歌。日本では『ママは太陽』として1970年からNHKで放送[4]。

## カバー

### 英語詞
- コニー・フランシス - 1962年。
- アルビンとチップマンクス - 1965年、1969年。
- メリー・ホプキン[5] - 1970年。Those Were The Days: The Best Of Mary Hopkin に収録。
- スライ&ザ・ファミリー・ストーン[6] - 1973年。
- ナタリー・コール[7] - 1978年。
- ジョニー・サンダース - 1985年。Que Sera Sera に収録。
- ホリー・コール - 1993年。Don't Smoke in Bed に収録。
- ピンク・マルティーニ - 1993年。
- 石井竜也 - 1999年。アルバム『DEEP』に収録。TBS系『ブロードキャスター』エンディングテーマ。
- コリーヌ・ベイリー・レイ - 2011年。The Love EP に収録。
- 高垣彩陽 - 2013年。アルバム『melodia 2』に収録。

### 訳詞
- ペギー葉山 - 1956年。日本語。音羽たかし訳。タイトル「ケ・セラ・セラ」。『第7回NHK紅白歌合戦』出場曲。
- 雪村いづみ - 1956年。日本語。井田誠一訳。タイトル「ケ・セラ・セラ」。
- Renata Bogdańska - 1957年。ポーランド語。Ryszard Kiersnowski 訳。タイトル「Co ma być, to będzie」。
- 白光 - 1965年。中国語（北京語）。タイトル 「世事多変化」。
- テレサ・テン - 年不詳。白光のカバー。タイトル「世事多變化」。
- グレース・チャン - 1965年。中国語（北京語）。タイトル「將來是個謎」（将来是個謎）。
- 山田家の人々 & 藤原先生とクラスメート、ジブリ混声合唱団 - 1999年。日本語。高畑勲訳。タイトル「ケ・セラ・セラ」。アニメ映画『ホーホケキョ となりの山田くん』挿入歌で、出演声優らが歌唱した。
- ステファニー・チェン - 2008年。中国語（広東語）。陳少琪訳。タイトル「Whatever Will Be」。『23』に収録。曲は原曲どおりでなくチェンが補作している。
- 二階堂和美 - 2013年。「山田家の人々 & 藤原先生とクラスメート」のカバー。タイトル「ケ・セラ・セラ」。アルバム『ジブリと私とかぐや姫』に収録。